# Enslaved: Odyssey to the West
Enslaved: Odyssey to the West – przygodowa gra akcji wyprodukowana przez Ninja Theory i wydana przez Namco Bandai Games. Jej premiera odbyła się 5 października 2010 roku na platformach PlayStation 3 i Xbox 360. Akcja tytułu ma miejsce w postapokaliptycznym świecie po hipotetycznych trzeciej i czwartej wojnie światowej. Gra jest adaptacją eposu Wędrówka na Zachód autorstwa Wu Cheng’ena, należącego do grona czterech klasycznych powieści chińskich. Według danych z maja 2011 roku sprzedano 750 tysięcy egzemplarzy produkcji.
Do gry został wydany dodatek Pigsy's Perfect 10, umożliwiający rozgrywkę w symulowanym trybie trójwymiarowym. 25 października 2013 roku gra ukazała się na platformie Steam w wersji na systemy operacyjne Windows.